# Número de Gay-Lussac
El número de Gay-Lussac ({\displaystyle \mathrm {Gc} }) es un número adimensional que se utiliza en las operaciones de transferencia de calor. Muestra la sensibilidad del aumento de la presión en función del aumento de la temperatura en un sistema isócoro.

## Etimología
El número de Gay-Lussac lleva el nombre de Louis Joseph Gay-Lussac, químico y físico francés. 

## Simbología
| Símbolo                       | Nombre                                       | Unidad |
| ----------------------------- | -------------------------------------------- | ------ |
| {\displaystyle \mathrm {Gc} } | Número de Gay-Lussac                         |        |
| {\displaystyle \beta }        | Coeficiente de aumento de la presión isócora | K-1    |
| {\displaystyle \Delta T}      | Diferencia de temperatura                    | K      |

## Descripción
Se define de la siguiente manera:
{\displaystyle \mathrm {Gc} ={\frac {1}{\beta \ \Delta T}}}